# Pterothrixidia
Pterothrixidia is een geslacht van vlinders van de familie snuitmotten (Pyralidae), uit de onderfamilie Phycitinae.

## Soorten
- P. ancyrensis Amsel, 1954
- P. brunneella Lucas, 1956
- P. caucasiella Ragonot, 1888
- P. contectella Zeller, 1848
- P. corsicella Ragonot, 1893
- P. damergouensis (Rothschild, 1921)
- P. fimbriatella Zeller, 1848
- P. fordi Amsel, 1954
- P. ifraneella Lucas, 1956
- P. impurella Duponchel, 1836
- P. melanoptera Rebel, 1910
- P. orientella Ragonot, 1893
- P. osmanella Amsel, 1954
- P. rufella (Duponchel, 1836)